# Schéma de mise en valeur de la mer
Le Schéma de mise en valeur de la mer ou SMVM est, en France, un outil d'aménagement du territoire et de porter-à-connaissance qui vise à une meilleure intégration et une meilleure valorisation du littoral. Ce schéma, établi par les collectivités territoriales en étroite collaboration avec la préfecture, peut avoir comme sujet un estuaire, une lagune, des zones humides ou milieux arrière-littoraux, ou encore d'un port. Il forme une entité géographique et maritime cohérente.
Le SMVM fait partie de la catégorie juridique des documents d’urbanisme, au sens du code de l’urbanisme, qui comprend notamment les plans d’occupation des sols, les schémas d'aménagements régionaux, les plans d’exposition au bruit ou encore les plans de sauvegarde et de mise en valeur. 
C'est un outil de zonage, visant deux objectifs difficiles à concilier : le développement des activités liées à la mer et la préservation ainsi que la gestion des espaces naturels ou remarquables. La protection de l'environnement est mise en avant et une attention particulière est apportée selon la vocation conférée à chaque zone.

## Origine
Les schémas de mise en valeur de la mer succèdent aux « schémas d’aptitude et d’utilisation de la mer » qui avaient vu le jour en 1972. Alors conçus comme le prolongement marin du schéma directeur d’aménagement et d’urbanisme terrestre, ces documents avaient pour objectif d’assurer la juste répartition des activités marines afin d’éviter les conflits et d’assurer la protection de l’environnement côtier.
Ces documents ont finalement été institués par une loi du 7 janvier 1983 avec la nouvelle dénomination de « schéma de mise en valeur de la mer ». Ils « déterminent la vocation générale des différentes zones et notamment les zones affectées au développement industriel, portuaire, aux cultures marines et aux activités de loisirs ». Mais ils précisent également les mesures de protection du milieu marin au travers par exemple la possibilité d’édicter des sujétions particulières intéressant les espaces maritime, fluvial ou terrestre attenants, nécessaires à la préservation du littoral et du milieu marin.
Il est institué par la loi du 7 janvier 1983, c’est un document d’aménagement des zones côtières, qui précise la vocation de cet espace et assure la cohérence entre ses différents usages et notamment entre la protection de l’environnement et le développement économique.
Il a pour objet de définir à la fois les conditions d’un aménagement équilibré des parties terrestres et des parties maritimes du littoral.
Le Conseil d’État a précisé que les SMVM répondent à la définition de documents d’urbanisme au sens de l’article L. 600-3 (ancien) du Code de l’urbanisme.
Le SMVM relève de la compétence première de l’État sous la responsabilité du préfet qui en arrête le périmètre ce qui s’explique  du fait de l’application de ces schémas sur le domaine public maritime.
Le SMVM constitue un instrument de référence pour la Gestion intégrée des zones côtières (GIZC). Dans cette perspective, il permet en effet :
- De fixer les orientations fondamentales de l’aménagement, de la protection et de la mise en valeur du littoral, au regard de la vocation générale des différentes zones et notamment les zones affectées au développement industriel et portuaire, aux cultures marines et aux activités de loisir.
- De préciser les mesures de protection en milieu marin
- De déterminer les vocations des différents secteurs de l’espace maritime et les principes de compatibilité applicables aux usages correspondants.

## Procédure d'établissement
Leur procédure d’établissement est fixée par le décret no 86-1252 du 5 décembre 1986 modifié par le décret no 2007-1586 du 8 novembre 2007.
Cette dernière est conduite sous l'autorité du préfet compétent en liaison avec le préfet maritime.
Le SMVM doit porter « sur une partie du territoire qui constitue une unité géographique et maritime et présente des intérêts liés, concurrents ou complémentaires au regard de l'aménagement, de la protection et de la mise en valeur du littoral » (décret du 5 décembre 1986 modifié, art. 1, modifié par le décret 2007-1586 du 8 novembre 2007).
Il n'en existe que quatre sur le rivage des côtes d'Armor tandis que les autres sont sur le reste du territoire :  Bassin de Thau (1995), bassin d’Arcachon (2004), Bassin de Trégor-Goëlo (2007) baie d'Audierne, pays de Lorient, baie de Bourgneuf, Perthuis charentais, Camargue, baie de Saint- Tropez, sans oublier les volets SMVM du schéma d'aménagement de la Corse.
Depuis l'entrée en vigueur de la loi relative au Développement des Territoires Ruraux, dite DTR, du 23 février 2005, le SMVM du golfe du Morbihan, a été approuvé par le préfet le 10 février 2006 selon les nouvelles modalités prévues par la loi  lequel fut révisé le 25 aout 2020 et compte désormais 19 communes riveraines du Golfe.
Le préfet de département territorialement compétent (exceptionnellement le préfet de région si le SMVM s'étend sur plusieurs départements), avec l'accord du préfet maritime, détermine par arrêté la liste des communes intéressées, après consultation de ces dernières, des communes limitrophes et des conseils généraux et régionaux concernés. Cet arrêté est notifié aux maires des communes intéressées, publié au recueil des actes administratifs du département et mentionné dans deux journaux régionaux ou locaux diffusés dans le département. Le préfet associe à la préparation du SMVM qui doit faire l'objet de l'évaluation environnementale des plans et programmes prévus par les articles L. 122-4 à L. 122-11 du code de l'environnement, outre les services de l'État et le préfet maritime, les représentants des communes concernées et, le cas échéant, des groupements de communes compétents en matière de schéma de cohérence territoriale ou de plan local d'urbanisme, des départements et des régions, désignés par l'assemblée délibérante en son sein, ainsi que des représentants des conseils de gestion des parcs naturels marins et des organes de gestion des parcs nationaux et des parcs naturels régionaux concernés. Les organisations professionnelles de la mer, notamment celles liées aux cultures marines et à la pêche, les chambres d'agriculture, les chambres de commerce et d'industrie territoriales, les chambres de métiers et de l'artisanat, les autres organisations professionnelles intéressées et les établissements publics concernés sont également associés à leur demande et désignent leurs représentants.
Il en est de même des associations agréées mentionnées à l'article L. 141-1 du code de l'environnement.
Peut être également recueilli l'avis de tout organisme ou association compétent en matière de navigation, d'environnement, d'urbanisme ou d'aménagement du territoire. À souligner toutefois l’interprétation du décret du 5 décembre 1986 par le Conseil d’Etat, lequel considère que le conservatoire du littoral n’a pas à donner son avis en qualité d’établissement public intéressé. Le projet de schéma préparé dans le cadre d'une vaste concertation et accompagné du rapport d'évaluation environnementale est ensuite communiqué par les soins du préfet, pour avis, aux conseils municipaux des communes concernées et, le cas échéant, aux organes délibérants des groupements de communes compétents en matière de schéma de cohérence territoriale ou de plan local d'urbanisme, aux conseils départementaux et régionaux concernés, aux chambres consulaires, aux sections régionales de la conchyliculture, aux comités régionaux de pêches maritimes et élevages marins intéressés, à l'Agence des aires marines protégées si un parc naturel marin se situe en tout ou partie dans le périmètre du schéma, ainsi qu'aux établissements publics et aux organes de gestion des parcs nationaux et des parcs naturels régionaux concernés. Ils disposent de deux mois pour formuler leur avis ; passé ce délai il est réputé favorable.
Depuis la loi du 23 février 2005 (sur le développement des territoires ruraux), à l'issue de la consultation, le projet, accompagné des avis formulés et du rapport d'évaluation environnementale, est soumis à enquête publique par le préfet conformément aux articles L. 123-1 à L. 123-3 du code de l'environnement. Le projet de schéma, éventuellement modifié pour tenir compte notamment des observations du public, est ensuite approuvé par arrêté préfectoral ou par décret en Conseil d'État en cas d'avis défavorable des deux tiers au moins des communes concernées représentant plus de la moitié de la population locale ou l'inverse. Les schémas de mise en valeur de la mer sont mis en révision par arrêté du préfet ; on applique la règle du parallélisme des formes et des procédures : la procédure de révision est identique à celle d'élaboration. En outre il est prévu qu'ils doivent faire l'objet d'une révision dans un délai de dix ans à compter de leur approbation.

## Contenu
Le schéma se compose de trois éléments :

### Un rapport
Il dresse un état des lieux, définit et justifie les orientations de développement, de protection et d’aménagement, précise les projets et les mesures répondant à ces orientations en inscrivant les dispositions dans le cadre des règles en vigueur si elles existent. Ces orientations sont définies au regard de la loi littoral (1986). Une fois que ces dernières sont identifiées, des zones sont alors identifiées. Ainsi, il y a des zones d’activité qui se distinguent en fonction des types d’activités que l’on peut mener sur le littoral : tronçons de plage faits pour la baignade, zones portuaires, zones de  conchyliculture… Il précise les mesures de protection du milieu marin, et comporte l’évaluation environnementale comportant alors l’idée de pouvoir directement protéger le milieu marin en fonction de l’activité menée sur une zone précise.
Ensuite il y a une planification intégrée des espaces maritimes et terrestres : au sein des zones identifiées, le schéma peut distinguer les secteurs de l’espace maritime et de l’espace terrestre attenant auxquels il va attribuer un usage pour faire correspondre l’usage de la mer à ce qui se trouve sur le littoral. C’est l'organisation d’une correspondance entre l’activité sur terre et sur la mer. 

Aux termes de l'article 3 du décret du 5 décembre 1986 modifié par le décret no 2007-1586 du 8 novembre 2007, le rapport : 

« décrit la situation existant dans le périmètre délimité par le schéma, notamment l'état de l'environnement et les conditions de l'utilisation de l'espace marin et littoral. Il indique les principales perspectives d'évolution de ce milieu. Il définit et justifie les orientations retenues en matière de développement, de protection et d'équipement à l'intérieur du périmètre. À cet effet, il détermine la vocation générale des différentes zones, et notamment de celles qui sont affectées au développement industriel et portuaire, aux cultures marines et aux activités de loisirs. Il précise les vocations des différents secteurs de l'espace maritime et les conséquences qui en résultent pour l'utilisation des diverses parties de littoral qui lui sont liées. Il définit les conditions de la compatibilité entre les différents usages de l'espace maritime et littoral. Il mentionne les projets d'équipement et d'aménagement liés à la mer tels que les créations et extensions de ports et les installations industrielles et de loisirs, en précisant leur nature, leurs caractéristiques et leur localisation ainsi que les normes et prescriptions spéciales s'y rapportant. Il précise les mesures de protection du milieu marin. Il peut prescrire des sujétions particulières portant sur des espaces maritime, fluvial et terrestre attenants, si elles sont nécessaires à la préservation du milieu marin et littoral et particulièrement au maintien des équilibres biologiques. Il précise les modalités de suivi et d'évaluation dont fait l'objet le schéma une fois approuvé »

— 

### Des documents graphiques
Les documents graphiques, quant à eux, décrivent dans le périmètre intéressé, les caractéristiques du milieu marin, l'utilisation des espaces maritimes et terrestres, la vocation des différents secteurs, les espaces bénéficiant d'une protection particulière et l'emplacement des équipements existants et prévus.

### Des annexes
Quant aux annexes, elles comprennent la liste et la description sommaire des principales études exécutées en vue de l'élaboration du schéma ; une note rappelant le résultat des études consacrées à la qualité des eaux, les conséquences qui en découlent et les objectifs retenus  et enfin une note sur l'érosion marine.

## Mise en œuvre
Les SMVM s’appliquent sur une partie du territoire constituant une unité géographique et maritime présentant des intérêts liés, qui peuvent être concourants ou complémentaires, au regard de la protection, de l’exploitation et de l’aménagement du littoral.
Les SMVM ont été institués par la loi de décentralisation Defferre. Malgré tout, ce sont des documents élaborés puis approuvés par l’État. En effet, on aurait pu envisager que cette mission soit confiée aux régions littorales.  Au lieu de ça on leur donne simplement le pouvoir de donner leur avis. Les SMVM sont ainsi, élaborés par le préfet après avis des communes, des départements et des régions. Puis ils sont approuvés par décret en Conseil d'État.
Au regard du faible succès des SMVM, la loi du 23 février 2005 sur les développements des territoires ruraux, tente de simplifier le dispositif permettant de mettre en place un tel schéma. Pour ce faire, elle déconcentre la procédure d'élaboration au niveau des Préfectures littorales et permet aux collectivités territoriales d'élaborer dans le cadre de leur SCoT un chapitre pouvant valoir SMVM. L’accord du préfet est toujours requis avant l’examen du projet de SCoT sur les orientations fondamentales de la protection du milieu marin et de la gestion du domaine public maritime. 
Avec ce nouveau dispositif, il est désormais nécessaire de soumettre le projet à enquête publique. Si les deux tiers des communes intéressées, représentant plus de la moitié de la population, émettent un avis défavorable, le Schéma est alors approuvé par décret en Conseil d’Etat et non plus par le préfet. 

Le code fait donc coexister deux modes distincts d’élaboration des SMVM : 
- l’un est déconcentré : c’est la forme initiale qui avait été retenue en 1983 et qui donnait à L’Etat la responsabilité d’élaborer les SMVM. Aujourd’hui, seulement trois plans ont abouti par ce biais : celui de Trégor-Goëlo, du bassin d’Arcachon et du Golfe du Morbihan.

- l’autre est décentralisé : elle est inclus dans le cadre des SCoT. Néanmoins, l’approbation des SMVM reste déconcentrée puisqu’ils sont approuvés par un arrêté préfectoral, après enquête publique car le domaine public maritime reste de la compétence de l’État. Cette pratique est très répandue en Outre-mer puisque les SAR contiennent systématiquement un SMVM[19]

L'exception concerne la création ou l'extension des ports maritimes. L'article 235 de la loi du 23 février 2005 relative au développement des territoires ruraux :  

« En l'absence de schéma de mise en valeur de la mer ou de chapitre individualisé valant schéma de mise en valeur de la mer au sein du schéma de cohérence territoriale, les décisions de création et d'extension de port sont prises par le préfet sur proposition de la collectivité territoriale intéressée et après avis du ou des conseils régionaux concernés »

Ils devraient également avoir les mêmes effets procéduraux sur l'application de la loi Littoral dans les espaces proches du rivage que les schémas établis par l'État.

## Compatibilité avec les documents d'urbanisme
Les SMVM sont des documents d’urbanisme et sont donc soumis à la hiérarchie des normes d’urbanisme. Le rapport entre les SMVM et les autres documents locaux d’urbanisme (SCoT, POS,PLU ou carte communale) a évolué. 
L’article 4 de la loi du 4 février 1995 prévoyait que les documents locaux d’urbanisme (SCoT, PLU ou carte communales) devaient être compatibles avec les SMVM. 
Le Conseil d’État a précisé leurs rapports avec les autres documents d’urbanisme, lors de la contestation du décret du 23 décembre 2004 portant approbation du SMVM du bassin d’Arcachon en rappelant que le SMVM n’a pas à définir les conditions de l’urbanisation « qui relèvent des SCoT et des cartes communales ».
De plus, « dans l’hypothèse où le SMVM ne précise pas les modalités de l’urbanisation des espaces proches du rivage de la mer, il appartient aux SCoT, PLU et cartes communales de respecter les dispositions dudit schéma tout en se référant aux critères liés à la configuration des lieux ou à l’accueil d’activités économiques exigeant la proximité immédiate de l’eau ».
En conséquence, en présence ou non de schéma de cohérence territoriale, les PLU et cartes communales doivent être compatibles avec les dispositions de la loi du 7 janvier 1983. Par contre, les SMVM n'étaient pas en principe directement opposables aux autorisations d'occupation des sols, sauf pour leurs dispositions qui précisaient les articles L. 146-1 à L. 146-6 introduits dans le code de l'urbanisme par la loi littoral.
Ces SMVM, s'ils devaient être compatibles avec les dispositions législatives particulières au littoral, avaient la possibilité de préciser comme les DTA leurs modalités d'application en globalisant leurs contraintes à leur échelle territoriale.
L'article L. 4424-10 III du Code Général des Collectivités Territoriales dispose de même que le Plan d'aménagement et de développement durable de la Corse (PADDUC) vaut, pour les secteurs qu'il détermine, schéma de mise en valeur de la mer au sens de l'article 57 de la loi no 83-8 du 7 janvier 1983. Dès lors que ces documents existent, ils doivent obligatoirement intégrer la substance des SMVM et en tenir lieu.
Il faut distinguer selon la date d'approbation des schémas pour leurs effets juridiques : sous réserve de l'application des dispositions transitoires, le schéma du bassin Trégor-Goëlo dans les Côtes-d'Armor approuvé par le décret du 3 décembre 2007 relève du régime antérieur à la loi développement des territoires ruraux du 23 février 2005 (DTR).
L'article 57 de la loi du 7 janvier 1983, après sa modification par la loi DTR du 23 février 2005, ne mentionne plus que les SMVM ont les mêmes effets que les directives territoriales d'aménagement. En conséquence les nouveaux SMVM (comme celui du golfe du Morbihan approuvé par arrêté du préfet le 10 février 2006) ne semblent donc plus opposables en termes de compatibilité aux documents d'urbanisme inférieurs aux DTA. C'est le cas sauf pour les PLU pour lesquels l'article L. 123-1-9 du code de l'urbanisme le prévoit toujours expressément. La Cour administrative d'appel de Nantes a jugé expressément le 12 juin 2015 que les SMVM n'avaient plus valeur de DTA.

## Portée et effets juridiques

### Les particularités attachées aux ports, navires de plaisance et espaces côtiers.
Sur le plan des effets juridiques des schémas de mise en valeur de la mer, outre les questions de compatibilité (cf. supra), la loi du 22 juillet 1983, complétant celle du 7 janvier 1983, ajoute que la création, la gestion et l’exploitation des ports doivent respecter les documents locaux d’urbanisme.
L'article 57 de la loi no  83-8 du 7 janvier 1983 précise qu'en l'absence de schéma de mise en valeur de la mer, ou de chapitre individualisé valant schéma de mise en valeur de la mer au sein du schéma de cohérence territoriale, les décisions de création et d'extension de port sont prises par le préfet, sur proposition de la collectivité territoriale intéressée et après avis du ou des conseils régionaux concernés.
En ce qui concerne les ports de plaisance, l'article 20 de la loi « littoral » no  86-2 du 3 janvier 1986, aujourd'hui codifié à l'article L 321-3 du Code de l'environnement, énonçait que « l'accueil des navires de plaisance est organisé de manière à s'intégrer aux sites naturels et urbains dans le respect des normes édictées par les schémas de mise en valeur de la mer définis à l'article 57 de la loi no  83-8 du 7 janvier 1983 relative à la répartition des compétences entre les communes, les départements, les régions et l'État ». La loi du 3 janvier 1986 pose le même principe à propos de l’accueil des navires de plaisance en général.
En outre, l’existence d’un schéma de mise en valeur de la mer dégage les collectivités locales de certaines contraintes en matière d’urbanisation des espaces côtiers  pour les collectivités locales (L. 146-4, II ; tout au moins, si le contenu du schéma est suffisamment précis).

### Les effets juridiques des chapitres individualisés dans les SAR
Quatre Schémas d’aménagement régionaux (SAR) ont été créés depuis 1995 dans les départements d'Outre-Mer et en Corse, incluant un chapitre valant Schéma de Mise en Valeur de la Mer :
- Schéma d'aménagement régional de La Réunion, approuvé par décret en Conseil d'État le 6 novembre 1995.
- Schéma d'aménagement régional de la Martinique, approuvé par décret en Conseil d'État le 23 décembre 1998.
- Schéma d'aménagement régional de la Guadeloupe, approuvé par décret en Conseil d'État le 5 janvier 2001.
- Schéma d'aménagement régional de la Guyane, approuvé par décret en Conseil d'État le 2 mai 2002.

Les effets juridiques prévus à  l’article L4433-15 du CGCT sont les mêmes que ceux qui s'attachent à l'ensemble du document puisque la loi DTR du 23 février 2005 a supprimé la référence aux DTA pour la détermination de leurs effets. La loi no 2010-788 du 12 juillet 2010 Engagement National pour l’Environnement réécrit l'article L. 111-1-1 du code de l'urbanisme. S'il ne fait plus mention des DTA, il conserve aux SAR et au PADDUC une place prééminente dans la hiérarchie des normes d'urbanisme que ne remet pas en cause la loi ALUR ; si ces documents doivent toujours être compatibles avec les dispositions législatives particulières au littoral, ils continuent à s'imposer aux documents de planification locale (SCoT et, en leur absence, PLU ou cartes communales). En plus, les dispositions du PADDUC qui précisent les modalités d'application adaptées aux particularités géographiques locales des articles L. 145-1 et suivants du code de l'urbanisme sur les zones de montagne et des articles L. 146-1 et suivants du même code sur les zones littorales sont applicables comme les anciennes DTA (maintenues en vigueur) aux personnes et opérations qui sont mentionnées, respectivement, aux articles L. 145-2 et L. 146-1 dudit code (art. L. 4424-11 I).

### Les effets juridiques des chapitres individualisés des SCOT
La loi du 23 février 2005 a complété l’article L. 122-1 du code de l’urbanisme en précisant que “Lorsqu’ils comprennent une ou des communes littorales, les SCoT peuvent comporter un chapitre individualisé valant schéma de mise en valeur de la mer”. Le Conseil d’État, 3 mars 2008, n° 278168, précise que le SMVM n'a pas à définir les conditions de l'urbanisation, car cela relève des schémas de cohérence territoriale, des plans locaux d'urbanisme et des cartes communales.
L'article 57 de la loi du 7 janvier 1983 modifiée (rédaction de l'article 235 de la loi du 23 février 2005 de développement des territoires ruraux) ne reprend pas les dispositions selon lesquelles « les schémas de mise en valeur de la mer ont les mêmes effets que les directives territoriales d'aménagement ». À une exception près, il ne précise pas pour autant quels sont les effets des dispositions du SCoT tenant lieu de SMVM. En l'absence de dispositions particulières, ils devraient donc avoir les mêmes effets juridiques que celui-ci.

## Limites et critiques aux SMVM
La procédure d’une SMVM est longue. À titre d'exemple le SMVM du bassin de Thau a abouti après 8 ans.
Une autre critique peut être faite s'agissant du manque de prise en compte des bassins versants, alors même qu'ils sont également responsables de la qualité des eaux.
Un document stratégique des façades maritimes est introduit par l'article L. 219-1 du Code de l'environnement (issu de la loi 2010-788 du 12 juillet 2010 Engagement National pour l’Environnement dite Grenelle II). Il est élaboré par concertation de l’État avec les collectivités locales, les communautés scientifiques et les acteurs sociaux-économiques. Le document est mis à disposition du public puis approuvé par décret en Conseil d’État. Il s’accompagne de la création d’un Conseil maritime de façade. Les documents d’urbanismes locaux doivent lui être compatibles.
Les SMVM doivent faire l'objet d'une révision dans un délai de dix ans à compter de leur approbation selon l'article 57 de la loi de 1983 précitée, modifiée par la loi de 2010 et par l'ordonnance 2010-1307 du 28 octobre 2010.
Le droit de l’Union européenne : Comme composante des schémas d'aménagement régionaux, les schémas de mise en valeur de la mer (SMVM) des régions d'outre-mer sont soumis à un régime de l'évaluation environnementale différent des dispositifs applicables aux SMVM étatiques et aux SMVM des schémas de cohérence territoriale mais qui ne permet ni un suivi efficace des incidences sur l'environnement que la directive 2001/42 CE, rend obligatoire, ni le respect de la fiabilité des évaluations environnementales qu'elle impose plus généralement aux États membres.
La réflexion sur les trente ans de la loi Littoral se doit d'approfondir la problématique des SMVM. La rédaction des plans locaux d'urbanisme et des schémas de cohérence territoriale (lesquels peuvent contenir un volet valant schéma de mise en valeur de la mer) ne peut que progresser en la matière afin d'offrir une vision fine et cohérente des exigences de la loi. Mais le législateur ne doit pas succomber à la tentation de multiplier les instruments de planification : leur création peut alors générer de l'insécurité s'agissant de la portée et de l'articulation des nombreux outils en place. Le contentieux de la loi Littoral, qui effraie souvent les pouvoirs locaux par son volume et ses conséquences (annulations d'autorisations et de documents d'urbanisme, actions en responsabilité), doit être resitué dans ce contexte : celui d'une carence (qualitative) dans la planification d'un espace littoral conflictuel et, corrélativement, d'une approche souvent simpliste, au « coup par coup », des questions juridiques afférentes aux zones côtières ».